# Sun Carriage Company
Sun Carriage Company, zuvor Coupés of London, war ein britischer Hersteller von Automobilen.

## Unternehmensgeschichte
Coupés of London war ein Unternehmen aus London, das sich auf Fahrzeuge von TVR spezialisiert hatte. 1993 begann die Produktion von Automobilen und Kits. Der Markenname lautete Sun. 1996 erfolgte die Umfirmierung in Sun Carriage Company. 2001 endete die Produktion. Insgesamt entstanden etwa 22 Exemplare.

## Fahrzeuge
Im Angebot stand nur ein Modell. Dies wurde zunächst Noddi und später Roadster genannt. Es war dem Vignale Gamine nachempfunden. Die Basis bildete ein Leiterrahmen. Darauf wurde eine offene Karosserie aus Fiberglas montiert, die auch mit Hardtop lieferbar war. Der Zweizylindermotor kam vom Fiat 126 und war im Heck montiert.
Eine Quelle nennt auf gleicher Basis zusätzlich einen Lieferwagen.